# 门格斯图·海尔·马里亚姆

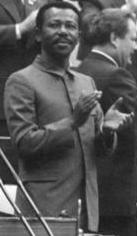
门格斯图·海尔·马里亚姆（1986年）。

门格斯图·海尔·马里亚姆（羅馬化：Mengistu Haile Mariam；1937年5月27日—），埃塞俄比亚军人、政治家，曾任埃塞俄比亚工人党总书记、埃塞俄比亚国家元首（1977年—1991年）。1974年，他参与推翻持续两千余年的埃塞俄比亚君主专制，此后逐渐独揽大权，直到1991年被霍查派领导的反对派武装推翻。
实际上是阿姆哈拉民族主义者的門格斯圖为争取苏联援助，对外声称信奉共產主義（他先后组建了埃塞俄比亚劳动人民党组织委员会和埃塞俄比亚工人党），但他仍殘酷镇压共產主義政党（亲中的埃塞俄比亚人民革命党和亲苏的全埃塞俄比亚社会主义运动），又在共产主义盟国（苏联、古巴）的支持下与自称奉行科学社会主义并在美苏中三国之间摇摆的邻国索馬里开战，最后被共产主义反对派武装（霍查派的埃塞俄比亚人民革命民主阵线和主张厄立特里亚独立的厄立特里亚人民解放阵线）推翻。后来，门格斯图在《恶魔的谈话》一书中坦诚，他选择亲美、亲中或亲苏立场，在于谁提供的援助更多。

## 生平
门格斯图生于亚的斯亚贝巴，他早年在霍尔塔接受军官训练，并一直在军队中任职，后来又去美国进行军事补充训练。当升为少校时，由于当时的皇帝海尔·塞拉西的一些政策不得人心，他成为青年军官小组的一员，加入因得不到照顾和晋升而心怀不满者的行列，密谋叛乱反对海尔·塞拉西一世皇帝的政府。1974年6月，一批中低层军官乘机发动政变将皇帝废黜，他成为革命士兵委员会主席，为自己夺权打下基础。9月皇帝被捕后，他出任担负政府职能的临时军事行政委员会（通称德尔格）副主席。
1974年11月23日，门格斯图下令刺杀温和立场的临时军政委员会主席，纵容杀死60名贵族和前帝国军官。由于临时军政委员会内部的对手被消灭，门格斯图成为推行工业、土地国有化制度的众所周知的实权人物。他在埃塞俄比亚实行军事极权统治，外交上依靠苏联的援助。在国内，1977年2月，已经升为中校的门格斯图在临时军政委员会内他的支持者和反对者间的战斗中幸存下来，军政委员会主席和另外几名成员被杀，门格斯图成为国家元首和委员会主席。他为争取民心实现了土地改革，但大肆屠杀异己分子，制造“红色恐怖”，先后镇压埃塞俄比亚人民革命党和全埃塞俄比亚社会主义运动。所有外国公司均被强行国有化。政治上他模仿苏联政体模式，建立政治局等官僚机构。同年晚些时候，他要求以苏联武器和古巴士兵击退来自索马里，操索马里语的欧加登地区发动的进攻。
作为国家无可争议的统治者，雖然門格斯圖大權集於一身，在1979年時，沒有憲法、議會和政黨的衣索比亞，門格斯圖的統治全依賴德爾格的軍隊，也因此，他認為有必要成立一個政黨組織。在1979年，他授權成立衣索比亞工人黨籌備委員會（COPWE）。在成立籌委會數年間，衣索比亞成立了10000個基層組織，並將軍警送往蘇聯和東歐學習意識形態、還於1982年翻譯了阿姆哈拉语的《資本論》。1984年他正式监督成立了衣索比亞工人党，并被选为总书记。1986年起草埃塞俄比亚宪法并在次年批准。1987年9月新的国家立法机关选举他为总统。1983年－1984年任非洲统一组织主席。
然而，由于人民反对他的残酷专制，此时他已同时面临着北部地区由霍查派领导的反政府武装埃塞俄比亚人民革命民主阵线的节节胜利和厄立特里亚人民解放阵线的武装叛乱，连续的严重干旱和饥馑折磨着埃塞俄比亚，农业因强制集体化和居民的重新定居而崩溃，此外还有内部敌人有时发动政变。加上苏联戈尔巴乔夫的改革使苏联减少对其统治的援助，进一步削弱了他的地位，他的政府内外交困。
到1990年，苏联对门格斯图政权的支持几乎全部终止。为了继续维持统治，门格斯图在1990年宣布放弃社会主义制度，并开始实行经济自由化。
1991年5月反政府武装埃革阵攻占首都，他迅速宣布辞职，与3000名官员潜逃国外。他逃往津巴布韦流亡至今，埃塞俄比亚政府控告他犯侵犯人权及群体灭绝，并一直试图将他引渡回国审判他的罪行，但一直未有结果。
2006年12月12日，埃塞俄比亚一法庭经过审理认定，门格斯图在1977年－1978年间曾下令屠杀近2000名无辜平民。
2008年5月26日，埃塞俄比亚最高法院以种族灭绝罪缺席判处门格斯图死刑。
2010年门格斯图宣布出版他的回忆录，2012年，他的回忆录手稿《Tiglatchn》被泄露到互联网上。

## 延伸阅读
- Christopher Andrew (historian) and Vasili Mitrokhin. The World Was Going Our Way: The KGB and the Battle for the Third World. Basic Books, 2005. ISBN 978-0-465-00311-2
- Coppa, Frank. 2006. "Mengistu Haile Mariam." Encyclopedia of Modern Dictators: From Napoleon to the Present, Frank Coppa, ed., pp. 181–183. Peter Lang Publishing. ISBN 978-0-8204-5010-0.
- Anne Applebaum (foreword) and Paul Hollander(introduction PDF file and editor) From the Gulag to the Killing Fields: Personal Accounts of Political Violence and Repression in Communist States. Intercollegiate Studies Institute (2006). ISBN 978-1-932236-78-1.
- Stéphane Courtois; Werth, Nicolas; Panne, Jean-Louis; Paczkowski, Andrzej; Bartosek, Karel; Margolin, Jean-Louis & Kramer, Mark (1999). The Black Book of Communism: Crimes, Terror, Repression. Harvard University Press. ISBN 978-0-674-07608-2.
- Orizio, Riccardo. Talk of the Devil: Encounters with Seven Dictators Walker & Company, 2004. ISBN 978-0-8027-7692-1
- Ulrich Schmid. Aschemenschen. Berlin, 2006 （德文）
- Taffara Deguefé, A Tripping Stone: Ethiopian Prison Diary, Addis Ababa University Press, Addis Ababa, 2003.
- Scott Rempell, "Five Grounds: A Novel （页面存档备份，存于）," ISBN 978-1-4792-0172-3.